# FIFA 10
FIFA 10 est un jeu vidéo de football développé par EA Canada et HB Studios, et édité par EA Sports. Suite de FIFA 09, il s'agit du dix-septième épisode principal de la série FIFA Football.
Après un FIFA 09 fort acclamé par les critiques et les joueurs, pour son authenticité d'un point de vue footballistique, les développeurs d'EA Sports ont décidé de faire de ce jeu vidéo la simulation ultime pour cette nouvelle édition.

## Système de jeu
Par rapport à FIFA 09, de nombreuses améliorations au niveau de la jouabilité, des animations, des graphismes ou des modes de jeu ont été opérés. Un système de « dribble à 360 degrés » est apparu, une coupe du monde interactive (seulement sur console PS3) ou encore un nouveau mode entrainement dans l'« Arène ».
Le site Football World permet aux utilisateurs de FIFA 10 de mettre en ligne les vidéos de leurs plus beaux buts ou une simple capture d'écran d'un beau geste technique par exemple. On peut également trouver et suivre les statistiques des joueurs de FIFA et visualiser l'historique des matchs joués.
Le gameplay permet de contrôler plus ou moins les actions du joueur sur 3 niveaux:
- Assisté (la puissance et direction contrôlée par l'IA), plus communément appelé : FUTO
- Semi (le joueur contrôle la direction, mais la puissance l'est par l'IA)
- Manuel (le joueur a le contrôle sur la direction et la puissance) appelé : FUMA

Le full manuel, le mode le plus difficile permet néanmoins de se rapprocher le plus possible de la réalité et le jeu devient une réelle simulation. Vous avez un contrôle total sur votre équipe, vos joueurs.
Une communauté de plus en plus importante se développe autour de ce mode, de plus en plus présent, notamment sur le nouvel opus Coupe du monde de la FIFA : Afrique du Sud 2010.

## Bande-son
Dans les menus de FIFA 10, on peut entendre différentes chansons. Voici la liste complète de la bande son de FIFA 10 :
- Adiam Dymott Miss you
- Afrobots Favela Rock
- Alex Metric (en) Head Straight
- Auletta Meine Stadt
- Balkan Beat Box Ramallha-Tel Aviv
- BLK JKS Lakeside
- Bomba Estéreo Fuego
- The BPA Should I Stay or Should I Blow
- Buraka Som Sistema Kalemba (Wege Wege)
- Casiokids Fot I Hose
- Children Collide Skeleton Dance
- Crookers feat. The Very Best, Two Fingers and Marina GasolinaBirthday Bash
- Cut Off Your Hands (en) Happy As Can Be
- Dananananaykroyd Black Wax
- Datarock Give It Up
- Fabri Fibra Donna Famosa
- Fidel Nadal International Love
- Los Fabulosos Cadillacs La Luz Del Ritmo'
- Macaco Hacen Falta Dos
- Major Lazer Hold The Line ft. Mr.Lexx & Santigold
- Marcio Local Soul Do Samba
- Matt & Kim Daylight (Troublemaker Remix) feat. De La Soul
- Metric Gold Guns Girls
- Instituto Mexicano del Sonido Alocatel
- Nneka Kangpe
- Passion Pit Moth's Wings
- Peter Bjorn and John Nothing To Worry About
- Pint Shot Riot Not Thinking Straight
- Playing for Change War/No More Trouble
- Rocky Dawuni Download The Revolution
- Röyksopp It's What I Want
- SoShy Dorothy
- The Answering Machine (en) It's Over! It's Over! It's Over!
- The Enemy Be Somebody
- The Temper Trap Science Of Fear
- Tommy Sparks She's Got Me Dancing
- The Whitest Boy Alive 1517
- Wyclef Jean MVP Kompa
- Zap Mama Vibrations

## Pochette
La pochette montre des joueurs qui varient en fonction du pays de la version avec le stade de Sclessin comme fond. La version française montre Steve Mandanda, Karim Benzema et Guillaume Hoarau.

## Accueil

### Critiques
FIFA 10 reçoit une majorité de bonnes notes de la part des rédactions professionnels du jeu vidéo. Cette suite est considérée comme une bonne continuation de son prédécesseur, FIFA 09.
Cependant, sur la version PC, il n’en est pas de même. De la part des joueurs aussi bien que des critiques, elle a reçu de vifs reproches notamment au niveau du graphisme et du gameplay.

### Ventes
En février 2010, il s'est vendu près de 9 700 000 exemplaires de FIFA 10, dont 1 700 000 la semaine de la sortie du jeu et 4 500 000 en deux mois seulement. À noter également, environ trois millions de matchs en ligne sont joués tous les jours sur FIFA 10.